# 't Hooihuis

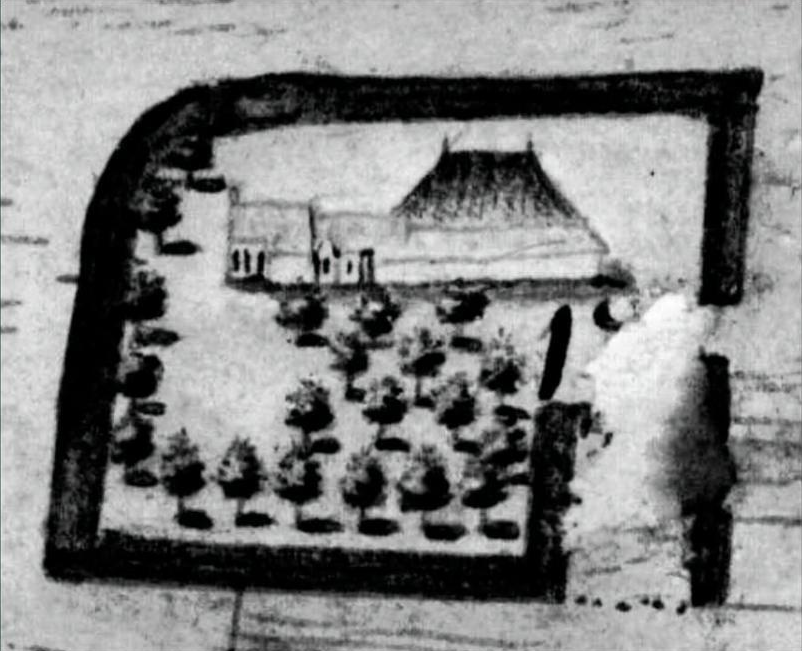
De boerderij op een kaart van Henricus Teysinga uit 1736

 't Hooihuis is een boerderij aan de Friesestraatweg 422 in de gemeente Groningen in de Nederlandse provincie Groningen. De boerderij vormt sinds 2006 een gemeentelijk monument. De boerderij was oorspronkelijk omgracht, waarvan nu nog een deel resteert.
De boerderij ligt op een 12e- of 13e-eeuwse wierde. In de buurt van de boerderij liggen de wierden Dorkwerd en Kleiwerd en een vlaknederzetting onder de fly-over van de Friesestraatweg. Tussen 2004 en 2006 is ten zuiden van het Hooihuis een podium opgegraven (De Held III), dat eveneens uit de 12e eeuw stamt, maar reeds lang niet meer bewoond wordt. De boerderij lag vroeger op de grens van het Gorecht met het kerspel Dorkwerd. De eerste vermelding van de boerderij dateert uit 1422. Ook in de klauwboeken van 1454 en 1543 wordt de boerderij genoemd. Tot de reductie van Groningen behoorde de boerderij met omringende landerijen tot het Klooster Selwerd. De hoofdschuur van de huidige boerderij is een Friese schuur met vijf gebinten, die volgens dendrochronologisch onderzoek in 2008 in eerste aanleg uit de 17e eeuw stamt. Vier dekbalkgebinten van de hoofdschuur bleken te bestaan uit vurenhout, gekapt in 1610, waarmee de oudste gedateerde boerderij van de provincie Groningen gaat. De gebinten zijn afkomstig uit Zuid-Zweden en zijn voor de stevigheid voorzioen van een dubbel stel korbelen of gebintschoren. De schuur heeft een hoog schilddak met uilenborden. Het voorhuis van de boerderij werd in 1940 herbouwd. De hoofdschuur zou in 2006 worden gesloopt, hetgeen met de aanwijzing als gemeentelijk monument van de baan is.
Voor de aanleg van de Friesestraatweg in de jaren 1840 was de boerderij door middel van een oprit verbonden met de Dorkwerderweg en daarmee met het dorp Dorkwerd. In de Kerk van Dorkwerd staat de zogenoemde Hooiboerbank, de herenbank van de vroegere bewoners van 't Hooihuis.